# بيري دوكروك
بيري دوكروك (18 ديسمبر 1976 في فرنسا - ) (بالفرنسية: Pierre Ducrocq)‏ هو لاعب كرة قدم فرنسي في مركز الدفاع. شارك مع منتخب فرنسا تحت 16 سنة لكرة القدم. أما مع النوادي، فقد لعب مع باريس سان جيرمان وديربي كاونتي وستاد لافال ونادي ستراسبورغ ونادي كافالا ونادي لوهافر.

## وصلات خارجية
- بيري دوكروك على موقع قاعدة بيانات كرة القدم.إي يو (الإنجليزية)
- بيري دوكروك على موقع ليكيب (الفرنسية)
- بيري دوكروك على موقع Soccerway.com (الإنجليزية)
- بيري دوكروك على موقع عالم كرة القدم.نت (الإنجليزية)
- بيري دوكروك على موقع GSA (الإنجليزية)